# Chelonistele sulphurea
Chelonistele sulphurea är en orkidéart som först beskrevs av Carl Ludwig von Blume, och fick sitt nu gällande namn av Ernst Hugo Heinrich Pfitzer. Chelonistele sulphurea ingår i släktet Chelonistele och familjen orkidéer.
Artens utbredningsområde anges som från västra Malesia till Filippinerna.

## Underarter
Arten delas in i följande underarter:
- C. s. crassifolia
- C. s. sulphurea

## Bilder

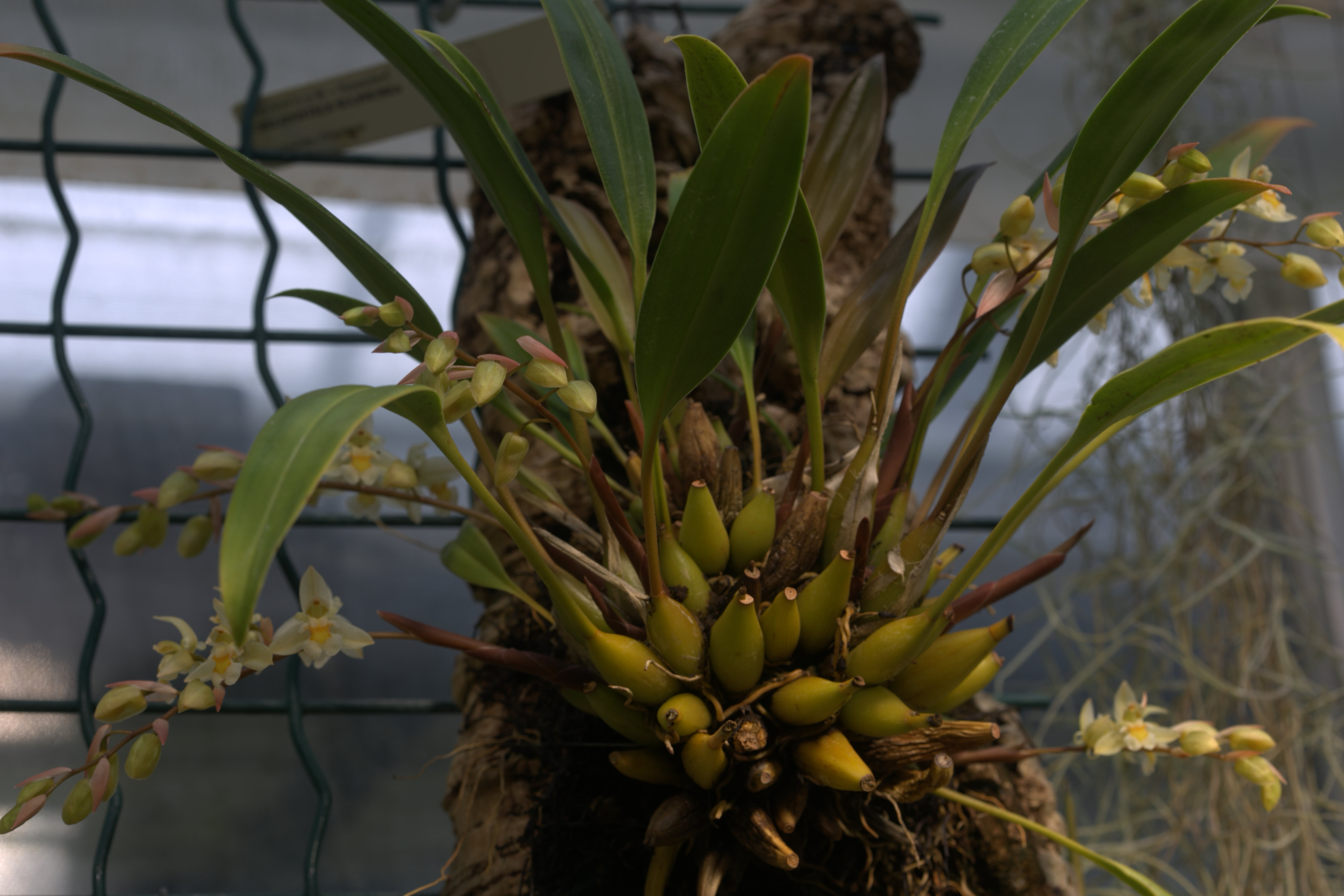
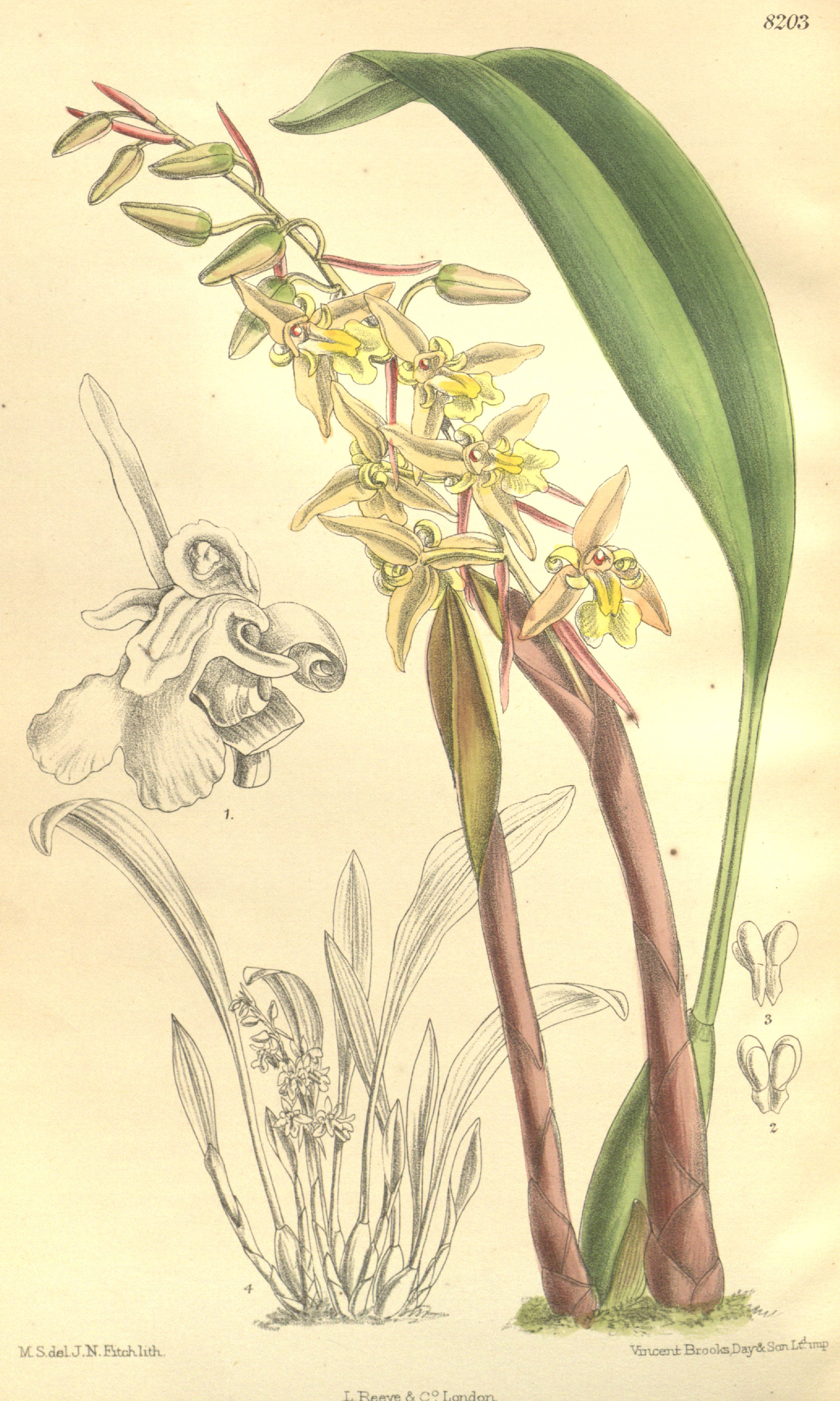